# Digg

Digg-Logo

Digg ist ein Anbieter von Social Bookmarks, für jede Art von Nachrichten, Videos und Podcasts.

## Funktionsweise
Verweise auf Neuigkeiten (Blog-Einträge, Pressemitteilungen oder Nachrichten) werden von Benutzern mit Titel, Beschreibung und Kategorie eingestellt und von anderen Benutzern mit Hilfe des Verweises „digg it!“ als positiv bewertet. Ein Verweis kann auch als Spam oder in anderer Hinsicht als problematisch bewertet werden, er wird dann „begraben“ (bury). Eine Interaktion über ein eigenes Blog ist ebenfalls möglich.
Wegen der Popularität dieses Dienstes wurde er bereits mit Slashdot verglichen. Diese Konkurrenz führt zu Anbietern wie diggdot.us, die neben Digg und Slashdot häufig markierte Lesezeichen von Delicious aggregieren.
Ebenfalls ein Effekt von Digg ist, dass besonders kleine Webseiten durch einen „erfolgreichen“ Digg-Verweis schnell von Anfragen überflutet werden und Offline gehen (man spricht dann auch vom „Digg-Effekt“). Dagegen gibt es mittlerweile die Möglichkeit, „gediggte“ Webseiten über Mirrors verfügbar zu machen und die Originalseite zu entlasten.

## Neuausrichtung
Am 13. Juli 2012 wurde bekannt, dass die Domain, die Marke und die Technologie hinter Digg für lediglich 500.000 US-Dollar an das Investment-Unternehmen Betaworks verkauft wurden, während die Mitarbeiter für 12 Millionen US-Dollar zum SocialCode-Projekt der Washington Post gewechselt sind und LinkedIn die Patente von Digg für 4 Millionen US-Dollar übernommen hat. Das Netzwerk wurde daraufhin komplett neu aufgesetzt und ist bereits am 31. Juli 2012 in der Version 1 wieder online gegangen. Zu den Innovationen zählen ein neues Bewertungssystem sowie eine verbesserte Einbindung anderer Netzwerke, wie Twitter und Facebook.

## Probleme
Digg ist ein Geschäftsmodell, welches auf der sozialen Dynamik der Webgemeinschaft aufbaut. Das inhärente Risiko von benutzergesteuertem Inhalt wurde Anfang Mai 2007 offenbar, als die HD-DVD-AACS-Prozessschlüsselnummer auf der Seite veröffentlicht wurde.
Digg wurde daraufhin von der HD-DVD Trade Group schriftlich aufgefordert, die Referenzen auf den AACS-Schlüssel zu entfernen. Die Seite wurde daraufhin mit Einträgen, die diese Nummer in der Beschreibung enthielten, oder mit Webseiten, die diese Nummer publizierten, überflutet.
Am 3. Mai 2007 kapitulierte Digg und kündigte offiziell an, Posts, die diese Nummer enthielten oder auf sie verlinkten, nicht mehr zu löschen, und beugte sich somit dem Druck der aufgebrachten Internetuser, obwohl sie damit eventuell rechtliche Konsequenzen zu befürchten hatte. Im Laufe der Eskalation wurde die Sequenz so weit verbreitet, dass sie kaum noch als Geheimnis bezeichnet werden kann – Domains, die die Sequenz im Namen enthalten, wurden registriert, T-Shirts wurden gedruckt, und viele Blogger streuten den Key wahllos in ihre Blogposts ein. Herkömmliche Zeitungen berichteten über die Geschichte, und die Nummer avancierte zu einem neuen Internetphänomen.

## Diggnation-Podcast
Diggnation ist ein wöchentlicher Video-Podcast, welcher die besten digg-Beiträge vorstellt und diskutiert. Moderiert wird Diggnation von digg.com-Gründer Kevin Rose und Alex Albrecht. Beide haben schon vorher in der Sendung The Screen Savers des US-amerikanischen Technologiesenders TechTV zusammengearbeitet. Diggnation ist Bestandteil des Programms von Revision3 und kann auf der Internetseite des Unternehmens abgerufen werden, ist jedoch auch über die URL diggnation.com zu erreichen.
Ein wiederkehrendes Element in nahezu jeder Ausgabe ist das Trinken unterschiedlicher Biersorten durch die Moderatoren und die Kommentierung des Biergeschmacks sowie die Interaktion mit der Kamera und den sich im Raum befindenden Menschen.